# Vedi
Vedi (en arménien Վեդի) est une ville du marz d'Ararat en Arménie. En 2008, elle compte 13 351 habitants.

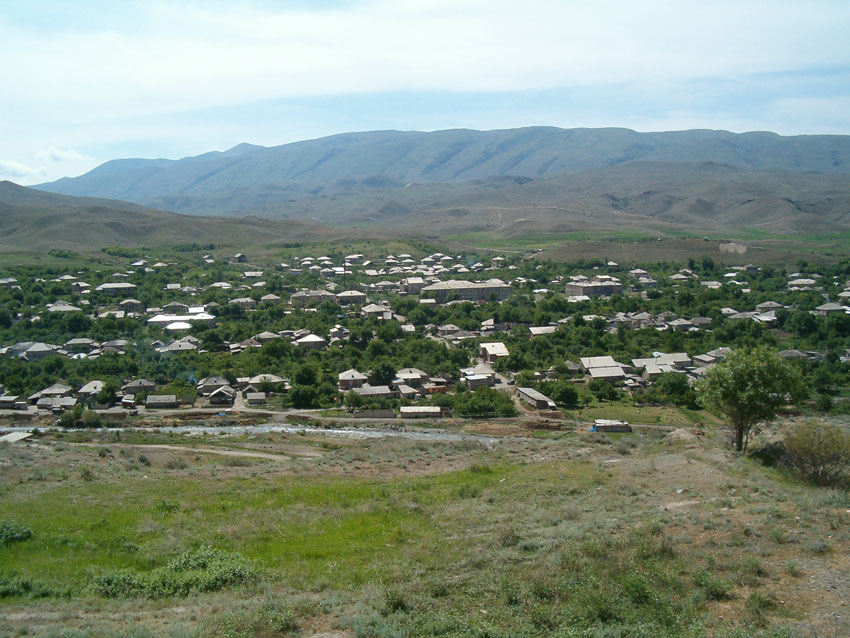
Vedi